# Lijst van planetoïden 100301-100400
Dit is een lijst van planetoïden 100301-100400 in volgorde van catalogusnummer van het Minor Planet Center. Voor de volledige lijst zie de lijst van planetoïden.
| Naam                  | Voorlopige naamgeving | Datum ontdekking  | Locatie ontdekking | Ontdekker                            |
| --------------------- | --------------------- | ----------------- | ------------------ | ------------------------------------ |
| 100301 -              | 1995 FH12             | 27 maart 1995     | Kitt Peak          | Spacewatch                           |
| 100302 -              | 1995 FQ14             | 27 maart 1995     | Kitt Peak          | Spacewatch                           |
| 100303 -              | 1995 FD15             | 27 maart 1995     | Kitt Peak          | Spacewatch                           |
| 100304 -              | 1995 FJ20             | 31 maart 1995     | Kitt Peak          | Spacewatch                           |
| 100305 -              | 1995 GN1              | 1 april 1995      | Kitt Peak          | Spacewatch                           |
| 100306 -              | 1995 GH2              | 2 april 1995      | Kitt Peak          | Spacewatch                           |
| 100307 -              | 1995 GJ8              | 8 april 1995      | Kitt Peak          | T. J. Balonek                        |
| (100308) ČAS          | 1995 HB               | 21 april 1995     | Ondřejov           | P. Pravec, L. Šarounová              |
| (100309) Misuzukaneko | 1995 HD               | 20 april 1995     | Kuma Kogen         | A. Nakamura                          |
| 100310 -              | 1995 HK3              | 26 april 1995     | Kitt Peak          | Spacewatch                           |
| 100311 -              | 1995 HZ3              | 26 april 1995     | Kitt Peak          | Spacewatch                           |
| 100312 -              | 1995 LQ               | 3 juni 1995       | Kitt Peak          | Spacewatch                           |
| 100313 -              | 1995 LD1              | 5 juni 1995       | Xinglong           | Beijing Schmidt CCD Asteroid Program |
| 100314 -              | 1995 MK1              | 22 juni 1995      | Kitt Peak          | Spacewatch                           |
| 100315 -              | 1995 MZ1              | 23 juni 1995      | Kitt Peak          | Spacewatch                           |
| 100316 -              | 1995 MM2              | 24 juni 1995      | Kitt Peak          | Spacewatch                           |
| 100317 -              | 1995 MJ3              | 25 juni 1995      | Kitt Peak          | Spacewatch                           |
| 100318 -              | 1995 MN4              | 29 juni 1995      | Kitt Peak          | Spacewatch                           |
| 100319 -              | 1995 MY4              | 22 juni 1995      | Kitt Peak          | Spacewatch                           |
| 100320 -              | 1995 MF5              | 22 juni 1995      | Kitt Peak          | Spacewatch                           |
| 100321 -              | 1995 MG8              | 29 juni 1995      | Kitt Peak          | Spacewatch                           |
| 100322 -              | 1995 MJ8              | 29 juni 1995      | Kitt Peak          | Spacewatch                           |
| 100323 -              | 1995 OY1              | 22 juli 1995      | Church Stretton    | S. P. Laurie                         |
| 100324 -              | 1995 OH3              | 22 juli 1995      | Kitt Peak          | Spacewatch                           |
| 100325 -              | 1995 OC4              | 22 juli 1995      | Kitt Peak          | Spacewatch                           |
| 100326 -              | 1995 OR4              | 22 juli 1995      | Kitt Peak          | Spacewatch                           |
| 100327 -              | 1995 QX               | 22 augustus 1995  | Uto                | F. Uto                               |
| 100328 -              | 1995 QF4              | 17 augustus 1995  | Kitt Peak          | Spacewatch                           |
| 100329 -              | 1995 QW8              | 28 augustus 1995  | Kitt Peak          | Spacewatch                           |
| 100330 -              | 1995 QY8              | 28 augustus 1995  | Kitt Peak          | Spacewatch                           |
| 100331 -              | 1995 QV9              | 23 augustus 1995  | Xinglong           | Beijing Schmidt CCD Asteroid Program |
| 100332 -              | 1995 QW11             | 20 augustus 1995  | Kitt Peak          | Spacewatch                           |
| 100333 -              | 1995 SN5              | 22 september 1995 | Siding Spring      | R. H. McNaught                       |
| 100334 -              | 1995 SZ10             | 17 september 1995 | Kitt Peak          | Spacewatch                           |
| 100335 -              | 1995 SC12             | 18 september 1995 | Kitt Peak          | Spacewatch                           |
| 100336 -              | 1995 SQ18             | 18 september 1995 | Kitt Peak          | Spacewatch                           |
| 100337 -              | 1995 SY36             | 24 september 1995 | Kitt Peak          | Spacewatch                           |
| 100338 -              | 1995 ST39             | 25 september 1995 | Kitt Peak          | Spacewatch                           |
| 100339 -              | 1995 SP40             | 25 september 1995 | Kitt Peak          | Spacewatch                           |
| 100340 -              | 1995 SQ41             | 25 september 1995 | Kitt Peak          | Spacewatch                           |
| 100341 -              | 1995 ST44             | 25 september 1995 | Kitt Peak          | Spacewatch                           |
| 100342 -              | 1995 SH51             | 26 september 1995 | Kitt Peak          | Spacewatch                           |
| 100343 -              | 1995 SJ51             | 26 september 1995 | Kitt Peak          | Spacewatch                           |
| 100344 -              | 1995 SY51             | 26 september 1995 | Kitt Peak          | Spacewatch                           |
| 100345 -              | 1995 ST61             | 25 september 1995 | Kitt Peak          | Spacewatch                           |
| 100346 -              | 1995 SA68             | 18 september 1995 | Kitt Peak          | Spacewatch                           |
| 100347 -              | 1995 SE69             | 18 september 1995 | Kitt Peak          | Spacewatch                           |
| 100348 -              | 1995 SJ72             | 20 september 1995 | Kitt Peak          | Spacewatch                           |
| 100349 -              | 1995 SM78             | 30 september 1995 | Kitt Peak          | Spacewatch                           |
| 100350 -              | 1995 SP82             | 24 september 1995 | Kitt Peak          | Spacewatch                           |
| 100351 -              | 1995 SU88             | 29 september 1995 | Kitt Peak          | Spacewatch                           |
| 100352 -              | 1995 TD1              | 14 oktober 1995   | Stroncone          | A. Vagnozzi                          |
| 100353 -              | 1995 TC2              | 14 oktober 1995   | Xinglong           | Beijing Schmidt CCD Asteroid Program |
| 100354 -              | 1995 TR4              | 15 oktober 1995   | Kitt Peak          | Spacewatch                           |
| 100355 -              | 1995 TO6              | 15 oktober 1995   | Kitt Peak          | Spacewatch                           |
| 100356 -              | 1995 TC7              | 15 oktober 1995   | Kitt Peak          | Spacewatch                           |
| 100357 -              | 1995 TF11             | 15 oktober 1995   | Kitt Peak          | Spacewatch                           |
| 100358 -              | 1995 UK2              | 24 oktober 1995   | Kleť               | Kleť                                 |
| 100359 -              | 1995 UK8              | 27 oktober 1995   | Oizumi             | T. Kobayashi                         |
| 100360 -              | 1995 UE12             | 17 oktober 1995   | Kitt Peak          | Spacewatch                           |
| 100361 -              | 1995 UC14             | 17 oktober 1995   | Kitt Peak          | Spacewatch                           |
| 100362 -              | 1995 UJ14             | 17 oktober 1995   | Kitt Peak          | Spacewatch                           |
| 100363 -              | 1995 US14             | 17 oktober 1995   | Kitt Peak          | Spacewatch                           |
| 100364 -              | 1995 UF22             | 19 oktober 1995   | Kitt Peak          | Spacewatch                           |
| 100365 -              | 1995 UE32             | 21 oktober 1995   | Kitt Peak          | Spacewatch                           |
| 100366 -              | 1995 UZ39             | 23 oktober 1995   | Kitt Peak          | Spacewatch                           |
| 100367 -              | 1995 UY40             | 23 oktober 1995   | Kitt Peak          | Spacewatch                           |
| 100368 -              | 1995 UG41             | 23 oktober 1995   | Kitt Peak          | Spacewatch                           |
| 100369 -              | 1995 UX45             | 20 oktober 1995   | Caussols           | E. W. Elst                           |
| 100370 -              | 1995 UJ51             | 20 oktober 1995   | Kitt Peak          | Spacewatch                           |
| 100371 -              | 1995 UO52             | 22 oktober 1995   | Kitt Peak          | Spacewatch                           |
| 100372 -              | 1995 UR54             | 17 oktober 1995   | Kitt Peak          | Spacewatch                           |
| 100373 -              | 1995 UV69             | 19 oktober 1995   | Kitt Peak          | Spacewatch                           |
| 100374 -              | 1995 UX69             | 19 oktober 1995   | Kitt Peak          | Spacewatch                           |
| 100375 -              | 1995 UY72             | 20 oktober 1995   | Kitt Peak          | Spacewatch                           |
| 100376 -              | 1995 UT73             | 20 oktober 1995   | Kitt Peak          | Spacewatch                           |
| 100377 -              | 1995 VH               | 1 november 1995   | Oizumi             | T. Kobayashi                         |
| 100378 -              | 1995 VD6              | 14 november 1995  | Kitt Peak          | Spacewatch                           |
| 100379 -              | 1995 VZ6              | 14 november 1995  | Kitt Peak          | Spacewatch                           |
| 100380 -              | 1995 VS10             | 15 november 1995  | Kitt Peak          | Spacewatch                           |
| 100381 -              | 1995 VB13             | 15 november 1995  | Kitt Peak          | Spacewatch                           |
| 100382 -              | 1995 VF13             | 15 november 1995  | Kitt Peak          | Spacewatch                           |
| 100383 -              | 1995 VD15             | 15 november 1995  | Kitt Peak          | Spacewatch                           |
| 100384 -              | 1995 VH15             | 15 november 1995  | Kitt Peak          | Spacewatch                           |
| 100385 -              | 1995 VP15             | 15 november 1995  | Kitt Peak          | Spacewatch                           |
| 100386 -              | 1995 WZ2              | 20 november 1995  | Farra d'Isonzo     | Farra d'Isonzo                       |
| 100387 -              | 1995 WJ4              | 20 november 1995  | Oizumi             | T. Kobayashi                         |
| 100388 -              | 1995 WW7              | 28 november 1995  | Oizumi             | T. Kobayashi                         |
| 100389 -              | 1995 WU8              | 24 november 1995  | Chichibu           | N. Sato, T. Urata                    |
| 100390 -              | 1995 WK13             | 16 november 1995  | Kitt Peak          | Spacewatch                           |
| 100391 -              | 1995 WO17             | 17 november 1995  | Kitt Peak          | Spacewatch                           |
| 100392 -              | 1995 WR17             | 17 november 1995  | Kitt Peak          | Spacewatch                           |
| 100393 -              | 1995 WZ30             | 19 november 1995  | Kitt Peak          | Spacewatch                           |
| 100394 -              | 1995 WX32             | 20 november 1995  | Kitt Peak          | Spacewatch                           |
| 100395 -              | 1995 WG38             | 23 november 1995  | Kitt Peak          | Spacewatch                           |
| 100396 -              | 1995 YH5              | 16 december 1995  | Kitt Peak          | Spacewatch                           |
| 100397 -              | 1995 YK5              | 16 december 1995  | Kitt Peak          | Spacewatch                           |
| 100398 -              | 1995 YA7              | 16 december 1995  | Kitt Peak          | Spacewatch                           |
| 100399 -              | 1995 YM7              | 16 december 1995  | Kitt Peak          | Spacewatch                           |
| 100400 -              | 1995 YX7              | 18 december 1995  | Kitt Peak          | Spacewatch                           |